# Campeonato Ecuatoriano de Fútbol Serie B 2009
El Campeonato Ecuatoriano de Fútbol Serie B 2009, llamado comercialmente como «Copa Credife Serie B 2009», fue organizado por la Federación Ecuatoriana de Fútbol. Se jugó entre el 1 de marzo y el 31 de octubre. Consistió en dos etapas de 18 partidos de ida y vuelta, todos contra todos. Al final los dos equipos con mayor puntaje en la sumatoria de las dos etapas ascendieron a la Serie A del 2010. Mientras que, el equipo con menor puntaje, perdió la categoría y jugó en Segunda Categoría en el 2010.

## Equipos participantes
Los equipos que intervinieron en la Copa Credife 1.ª B 2009 son los siguientes:
| Equipo                   | Entrenador            | Ciudad    | Estadio                  |
| ------------------------ | --------------------- | --------- | ------------------------ |
| Universidad Católica     | Renato Salas          | Quito     | Olímpico Atahualpa       |
| Deportivo Azogues        | Hernán Vizcarra       | Azogues   | Jorge Andrade Cantos     |
| Grecia                   | Néxar Zambrano Suárez | Chone     | Los Chonanas             |
| LDU de Loja              | Diego Ochoa           | Loja      | Reina del Cisne          |
| Imbabura SC              | Juan Yépez            | Ibarra    | Olímpico de Ibarra       |
| Aucas                    | Polo Carrera          | Quito     | Sociedad Deportiva Aucas |
| Independiente José Terán | Janio Pinto           | Sangolquí | Rumiñahui                |
| Municipal de Cañar       | Ángel Pesántez        | Cañar     | Municipal 26 de Enero    |
| Rocafuerte FC            | Cirilo Montaño        | Guayaquil | Alberto Spencer          |
| Atlético Audaz           | Alberto Montaño       | Machala   | 9 de Mayo                |

## Primera etapa
La Primera Etapa comenzó el 1 de marzo de 2009. Se jugarán 18 fechas, en partidos de ida y vuelta.

### Clasificación
| Pos | Equipo                   | Pts | PJ | G  | E | P  | GF | GC | DIF |
| --- | ------------------------ | --- | -- | -- | - | -- | -- | -- | --- |
| 1º  | Universidad Católica     | 35  | 18 | 10 | 5 | 3  | 34 | 16 | +18 |
| 2º  | Independiente José Terán | 34  | 18 | 9  | 7 | 2  | 38 | 18 | +20 |
| 3º  | Grecia                   | 29  | 18 | 8  | 5 | 5  | 24 | 26 | -2  |
| 4º  | Deportivo Azogues        | 27  | 18 | 8  | 3 | 7  | 26 | 21 | +5  |
| 5º  | Imbabura SC              | 27  | 18 | 7  | 6 | 5  | 23 | 22 | +1  |
| 6º  | Municipal de Cañar       | 22  | 18 | 6  | 4 | 8  | 20 | 21 | -1  |
| 7º  | LDU de Loja              | 22  | 18 | 6  | 4 | 8  | 18 | 26 | -8  |
| 8º  | Aucas                    | 18  | 18 | 4  | 6 | 8  | 21 | 26 | -5  |
| 9º  | Atlético Audaz           | 17  | 18 | 4  | 5 | 9  | 12 | 26 | -14 |
| 10º | Rocafuerte FC            | 15  | 18 | 4  | 3 | 11 | 18 | 32 | -14 |

### Resultados
| Local/Visitante          | U. Cato | Dep. Azo | Grecia | Lig. L | Imbab | Aucas | Ind. JT | Mun. Cañ | Roca | Atl Aud |
| ------------------------ | ------- | -------- | ------ | ------ | ----- | ----- | ------- | -------- | ---- | ------- |
| Universidad Católica     |         | 2-0      | 7-1    | 0-0    | 1-0   | 0-0   | 2-3     | 1-0      | 5-0  | 2-2     |
| Deportivo Azogues        | 1-3     |          | 2-1    | 1-0    | 0-0   | 3-2   | 0-0     | 2-0      | 2-0  | 4-0     |
| Grecia                   | 1-1     | 1-0      |        | 2-1    | 2-0   | 1-0   | 1-1     | 2-0      | 2-0  | 2-1     |
| LDU de Loja              | 0-1     | 1-3      | 3-1    |        | 1-2   | 1-0   | 0-4     | 2-1      | 2-1  | 2-0     |
| Imbabura SC              | 1-3     | 2-0      | 3-2    | 2-2    |       | 1-1   | 1-1     | 2-1      | 1-0  | 1-2     |
| Aucas                    | 3-2     | 1-3      | 2-2    | 2-2    | 0-1   |       | 1-3     | 1-3      | 4-0  | 2-0     |
| Independiente José Terán | 1-2     | 3-2      | 3-3    | 3-0    | 2-3   | 0-0   |         | 2-1      | 5-1  | 5-0     |
| Municipal de Cañar       | 1-2     | 1-1      | 3-0    | 3-0    | 1-0   | 1-1   | 1-1     |          | 2-0  | 1-0     |
| Rocafuerte FC            | 2-0     | 3-2      | 0-1    | 0-0    | 2-2   | 0-1   | 1-1     | 4-0      |      | 3-0     |
| Atlético Audaz           | 0-0     | 1-0      | 0-0    | 0-1    | 1-1   | 3-0   | 0-1     | 0-0      | 2-1  |         |

     Ganó equipo local
     Ganó equipo visitante
     Empate

### Partidos
| Fecha 1            | Fecha 1   | Fecha 1                  |
| Equipo Local       | Resultado | Equipo Visitante         |
| ------------------ | --------- | ------------------------ |
| Aucas              | 2 - 2     | LDU de Loja              |
| Municipal de Cañar | 1 - 1     | Independiente José Terán |
| Rocafuerte FC      | 0 - 1     | Grecia                   |
| Imbabura SC        | 2 - 0     | Deportivo Azogues        |
| Atlético Audaz     | 0 - 0     | Universidad Católica     |

| Fecha 2                  | Fecha 2   | Fecha 2            |
| Equipo Local             | Resultado | Equipo Visitante   |
| ------------------------ | --------- | ------------------ |
| Independiente José Terán | 5 - 1     | Rocafuerte FC      |
| Universidad Católica     | 1 - 0     | Imbabura SC        |
| Deportivo Azogues        | 3 - 2     | Aucas              |
| Grecia                   | 2 - 1     | Atlético Audaz     |
| LDU de Loja              | 2 - 1     | Municipal de Cañar |

| Fecha 3            | Fecha 3   | Fecha 3                  |
| Equipo Local       | Resultado | Equipo Visitante         |
| ------------------ | --------- | ------------------------ |
| Aucas              | 1 - 3     | Independiente José Terán |
| Municipal de Cañar | 1 - 2     | Universidad Católica     |
| Rocafuerte FC      | 3 - 2     | Deportivo Azogues        |
| Atlético Audaz     | 1 - 1     | Imbabura SC              |
| LDU de Loja        | 3 - 1     | Grecia                   |

| Fecha 4                  | Fecha 4   | Fecha 4            |
| Equipo Local             | Resultado | Equipo Visitante   |
| ------------------------ | --------- | ------------------ |
| Universidad Católica     | 5 - 0     | Rocafuerte FC      |
| Independiente José Terán | 3 - 0     | LDU de Loja        |
| Deportivo Azogues        | 4 - 0     | Atlético Audaz     |
| Imbabura SC              | 1 - 1     | Aucas              |
| Grecia                   | 2 - 0     | Municipal de Cañar |

| Fecha 5                  | Fecha 5   | Fecha 5              |
| Equipo Local             | Resultado | Equipo Visitante     |
| ------------------------ | --------- | -------------------- |
| Independiente José Terán | 1 - 2     | Universidad Católica |
| Aucas                    | 2 - 2     | Grecia               |
| Municipal de Cañar       | 1 - 0     | Imbabura SC          |
| Rocafuerte FC            | 3 - 0     | Atlético Audaz       |
| LDU de Loja              | 1 - 3     | Deportivo Azogues    |

| Fecha 6              | Fecha 6   | Fecha 6                  |
| Equipo Local         | Resultado | Equipo Visitante         |
| -------------------- | --------- | ------------------------ |
| Universidad Católica | 0 - 0     | LDU de Loja              |
| Deportivo Azogues    | 2 - 0     | Municipal de Cañar       |
| Imbabura SC          | 1 - 0     | Rocafuerte FC            |
| Atlético Audaz       | 3 - 0     | Aucas                    |
| Grecia               | 1 - 1     | Independiente José Terán |

| Fecha 7                  | Fecha 7   | Fecha 7              |
| Equipo Local             | Resultado | Equipo Visitante     |
| ------------------------ | --------- | -------------------- |
| Aucas                    | 3 - 2     | Universidad Católica |
| Independiente José Terán | 2 - 3     | Imbabura SC          |
| Municipal de Cañar       | 2 - 0     | Rocafuerte FC        |
| Grecia                   | 1 - 0     | Deportivo Azogues    |
| LDU de Loja              | 2 - 0     | Atlético Audaz       |

| Fecha 8              | Fecha 8   | Fecha 8                  |
| Equipo Local         | Resultado | Equipo Visitante         |
| -------------------- | --------- | ------------------------ |
| Universidad Católica | 7 - 1     | Grecia                   |
| Deportivo Azogues    | 0 - 0     | Independiente José Terán |
| Rocafuerte FC        | 0 - 1     | Aucas                    |
| Imbabura SC          | 2 - 2     | LDU de Loja              |
| Atlético Audaz       | 0 - 0     | Municipal de Cañar       |

| Fecha 9                  | Fecha 9   | Fecha 9           |
| Equipo Local             | Resultado | Equipo Visitante  |
| ------------------------ | --------- | ----------------- |
| Universidad Católica     | 2 - 0     | Deportivo Azogues |
| Independiente José Terán | 5 - 0     | Atlético Audaz    |
| Municipal de Cañar       | 1 - 1     | Aucas             |
| Grecia                   | 2 - 0     | Imbabura SC       |
| LDU de Loja              | 2 - 1     | Rocafuerte FC     |

| Fecha 10          | Fecha 10  | Fecha 10                 |
| Equipo Local      | Resultado | Equipo Visitante         |
| ----------------- | --------- | ------------------------ |
| Deportivo Azogues | 1 - 3     | Universidad Católica     |
| Atlético Audaz    | 0 - 1     | Independiente José Terán |
| Aucas             | 1 - 3     | Municipal de Cañar       |
| Imbabura SC       | 3 - 2     | Grecia                   |
| Rocafuerte FC     | 0 - 0     | LDU de Loja              |

| Fecha 11                 | Fecha 11  | Fecha 11             |
| Equipo Local             | Resultado | Equipo Visitante     |
| ------------------------ | --------- | -------------------- |
| Grecia                   | 1 - 1     | Universidad Católica |
| Independiente José Terán | 3 - 2     | Deportivo Azogues    |
| Aucas                    | 4 - 0     | Rocafuerte FC        |
| LDU de Loja              | 1 - 2     | Imbabura SC          |
| Municipal de Cañar       | 1 - 0     | Atlético Audaz       |

| Fecha 12             | Fecha 12  | Fecha 12                 |
| Equipo Local         | Resultado | Equipo Visitante         |
| -------------------- | --------- | ------------------------ |
| Universidad Católica | 0 - 0     | Aucas                    |
| Imbabura SC          | 1 - 1     | Independiente José Terán |
| Rocafuerte FC        | 4 - 0     | Municipal de Cañar       |
| Deportivo Azogues    | 2 - 1     | Grecia                   |
| Atlético Audaz       | 0 - 1     | LDU de Loja              |

| Fecha 13                 | Fecha 13  | Fecha 13             |
| Equipo Local             | Resultado | Equipo Visitante     |
| ------------------------ | --------- | -------------------- |
| LDU de Loja              | 0 - 1     | Universidad Católica |
| Municipal de Cañar       | 1 - 1     | Deportivo Azogues    |
| Rocafuerte FC            | 2 - 2     | Imbabura SC          |
| Aucas                    | 2 - 0     | Atlético Audaz       |
| Independiente José Terán | 3 - 3     | Grecia               |

| Fecha 14             | Fecha 14  | Fecha 14                 |
| Equipo Local         | Resultado | Equipo Visitante         |
| -------------------- | --------- | ------------------------ |
| Universidad Católica | 2 - 3     | Independiente José Terán |
| Grecia               | 1 - 0     | Aucas                    |
| Imbabura SC          | 2 - 1     | Municipal de Cañar       |
| Atlético Audaz       | 2 - 1     | Rocafuerte FC            |
| Deportivo Azogues    | 1 - 0     | LDU de Loja              |

| Fecha 15           | Fecha 15  | Fecha 15                 |
| Equipo Local       | Resultado | Equipo Visitante         |
| ------------------ | --------- | ------------------------ |
| Rocafuerte FC      | 2 - 0     | Universidad Católica     |
| LDU de Loja        | 0 - 4     | Independiente José Terán |
| Atlético Audaz     | 1 - 0     | Deportivo Azogues        |
| Aucas              | 0 - 1     | Imbabura SC              |
| Municipal de Cañar | 3 - 0     | Grecia                   |

| Fecha 16                 | Fecha 16  | Fecha 16           |
| Equipo Local             | Resultado | Equipo Visitante   |
| ------------------------ | --------- | ------------------ |
| Independiente José Terán | 0 - 0     | Aucas              |
| Universidad Católica     | 1 - 0     | Municipal de Cañar |
| Deportivo Azogues        | 2 - 0     | Rocafuerte FC      |
| Imbabura SC              | 1 - 2     | Atlético Audaz     |
| Grecia                   | 2 - 1     | LDU de Loja        |

| Fecha 17           | Fecha 17  | Fecha 17                 |
| Equipo Local       | Resultado | Equipo Visitante         |
| ------------------ | --------- | ------------------------ |
| Rocafuerte FC      | 1 - 1     | Independiente José Terán |
| Imbabura SC        | 1 - 3     | Universidad Católica     |
| Aucas              | 1 - 3     | Deportivo Azogues        |
| Atlético Audaz     | 0 - 0     | Grecia                   |
| Municipal de Cañar | 3 - 0     | LDU de Loja              |

| Fecha 18                 | Fecha 18  | Fecha 18           |
| Equipo Local             | Resultado | Equipo Visitante   |
| ------------------------ | --------- | ------------------ |
| LDU de Loja              | 1 - 0     | Aucas              |
| Independiente José Terán | 2 - 1     | Municipal de Cañar |
| Grecia                   | 2 - 0     | Rocafuerte FC      |
| Deportivo Azogues        | 2 - 0     | Imbabura SC        |
| Universidad Católica     | 2 - 2     | Atlético Audaz     |

## Segunda etapa
La Segunda Etapa comenzará el 12 de agosto de 2009. Al igual que en la Primera Etapa, se jugarán 18 fechas, en partidos de ida y vuelta.

### Clasificación
| Pos | Equipo                   | Pts | PJ | G  | E | P  | GF | GC  | DIF |
| --- | ------------------------ | --- | -- | -- | - | -- | -- | --- | --- |
| 1º  | Independiente José Terán | 37  | 18 | 11 | 4 | 3  | 37 | 18  | +19 |
| 2º  | Universidad Católica     | 32  | 18 | 10 | 2 | 6  | 31 | 20  | +11 |
| 3º  | Grecia                   | 29  | 18 | 8  | 5 | 5  | 28 | 26  | +2  |
| 4º  | Imbabura SC              | 23  | 18 | 6  | 5 | 7  | 22 | 19  | +3  |
| 5º  | Rocafuerte FC            | 23  | 18 | 6  | 5 | 7  | 21 | 20  | +1  |
| 6º  | LDU de Loja              | 23  | 18 | 6  | 5 | 7  | 25 | 25  | 0   |
| 7º  | Atlético Audaz           | 22  | 18 | 6  | 4 | 8  | 17 | 237 | -10 |
| 8º  | Municipal de Cañar       | 20  | 18 | 5  | 5 | 8  | 16 | 22  | -6  |
| 9º  | Aucas                    | 20  | 18 | 5  | 5 | 8  | 21 | 29  | -8  |
| 10º | Deportivo Azogues        | 20  | 18 | 6  | 2 | 10 | 20 | 32  | -12 |

### Resultados
| Local/Visitante          | Atl Aud | Aucas | Dep. Azo | Grecia | Imbab | Ind. JT | Lig. L | Mun. Cañ | Roca | U. Cato |
| ------------------------ | ------- | ----- | -------- | ------ | ----- | ------- | ------ | -------- | ---- | ------- |
| Atlético Audaz           |         | 3-0   | 1-0      | 1-1    | 1-0   | 0-1     | 1-0    | 1-0      | 1-1  | 1-1     |
| Aucas                    | 4-0     |       | 2-1      | 2-1    | 1-1   | 0-2     | 1-1    | 2-1      | 0-0  | 0-1     |
| Deportivo Azogues        | 2-1     | 4-0   |          | 1-3    | 2-1   | 1-1     | 0-5    | 2-1      | 1-0  | 2-1     |
| Grecia                   | 2-1     | 3-1   | 2-0      |        | 2-1   | 4-6     | 3-1    | 0-0      | 1-2  | 2-1     |
| Imbabura SC              | 1-0     | 1-2   | 2-1      | 4-0    |       | 0-1     | 3-1    | 0-0      | 0-0  | 3-2     |
| Independiente José Terán | 4-1     | 2-2   | 4-1      | 1-1    | 2-2   |         | 1-0    | 4-0      | 3-0  | 0-2     |
| LDU de Loja              | 2-2     | 3-1   | 3-0      | 0-0    | 1-1   | 1-3     |        | 2-0      | 1-0  | 1-1     |
| Municipal de Cañar       | 1-0     | 2-2   | 1-1      | 2-0    | 1-0   | 1-0     | 1-2    |          | 1-1  | 3-1     |
| Rocafuerte FC            | 1-2     | 1-0   | 3-1      | 2-2    | 0-1   | 1-0     | 3-1    | 2-1      |      | 4-1     |
| Universidad Católica     | 6-0     | 2-1   | 1-0      | 1-0    | 2-1   | 1-2     | 4-0    | 2-0      | 1-0  |         |

     Ganó equipo local
     Ganó equipo visitante
     Empate

### Partidos
| Fecha 1     | Fecha 1                  | Fecha 1   | Fecha 1              |
| Fecha       | Equipo Local             | Resultado | Equipo Visitante     |
| ----------- | ------------------------ | --------- | -------------------- |
| 10 de julio | Atlético Audaz           | 3 - 0     | Aucas                |
| 11 de julio | Independiente José Terán | 2 - 2     | Imbabura SC          |
| 11 de julio | Municipal de Cañar       | 3 - 1     | Universidad Católica |
| 11 de julio | Rocafuerte FC            | 2 - 2     | Grecia               |
| 11 de julio | LDU de Loja              | 3 - 0     | Deportivo Azogues    |

| Fecha 2     | Fecha 2              | Fecha 2   | Fecha 2                  |
| Fecha       | Equipo Local         | Resultado | Equipo Visitante         |
| ----------- | -------------------- | --------- | ------------------------ |
| 18 de julio | Imbabura SC          | 0 - 0     | Municipal de Cañar       |
| 18 de julio | Universidad Católica | 1 - 0     | Rocafuerte FC            |
| 18 de julio | Grecia               | 2 - 1     | Atlético Audaz           |
| 19 de julio | Deportivo Azogues    | 1 - 1     | Independiente José Terán |
| 19 de julio | Aucas                | 1 - 1     | LDU de Loja              |

| Fecha 3     | Fecha 3                  | Fecha 3   | Fecha 3              |
| Fecha       | Equipo Local             | Resultado | Equipo Visitante     |
| ----------- | ------------------------ | --------- | -------------------- |
| 24 de julio | Atlético Audaz           | 1 - 0     | LDU de Loja          |
| 25 de julio | Municipal de Cañar       | 2 - 2     | Aucas                |
| 25 de julio | Rocafuerte FC            | 3 - 1     | Deportivo Azogues    |
| 25 de julio | Independiente José Terán | 0 - 2     | Universidad Católica |
| 25 de julio | Imbabura SC              | 4 - 0     | Grecia               |

| Fecha 4     | Fecha 4              | Fecha 4   | Fecha 4                  |
| Fecha       | Equipo Local         | Resultado | Equipo Visitante         |
| ----------- | -------------------- | --------- | ------------------------ |
| 29 de julio | Aucas                | 0 - 0     | Rocafuerte FC            |
| 29 de julio | LDU de Loja          | 1 - 3     | Independiente José Terán |
| 29 de julio | Deportivo Azogues    | 2 - 1     | Atlético Audaz           |
| 29 de julio | Universidad Católica | 2 - 1     | Imbabura SC              |
| 29 de julio | Grecia               | 0 - 0     | Municipal de Cañar       |

| Fecha 5     | Fecha 5                  | Fecha 5   | Fecha 5           |
| Fecha       | Equipo Local             | Resultado | Equipo Visitante  |
| ----------- | ------------------------ | --------- | ----------------- |
| 1 de agosto | Universidad Católica     | 2 - 1     | Aucas             |
| 1 de agosto | Imbabura SC              | 2 - 1     | Deportivo Azogues |
| 1 de agosto | Municipal de Cañar       | 1 - 2     | LDU de Loja       |
| 2 de agosto | Rocafuerte FC            | 1 - 2     | Atlético Audaz    |
| 2 de agosto | Independiente José Terán | 1 - 1     | Grecia            |

| Fecha 6     | Fecha 6           | Fecha 6       | Fecha 6                  |
| Fecha       | Equipo Local      | Resultado     | Equipo Visitante         |
| ----------- | ----------------- | ------------- | ------------------------ |
| 7 de agosto | Grecia            | 2 - 1         | Universidad Católica     |
| 7 de agosto | Atlético Audaz    | 0 - 1         | Independiente José Terán |
| 8 de agosto |                   |               |                          |
| Aucas       | 1 - 1             | Imbabura SC   |                          |
| LDU de Loja | 1 - 0             | Rocafuerte FC |                          |
| 9 de agosto | Deportivo Azogues | 2 - 1         | Municipal de Cañar       |

| Fecha 7      | Fecha 7                  | Fecha 7   | Fecha 7           |
| Fecha        | Equipo Local             | Resultado | Equipo Visitante  |
| ------------ | ------------------------ | --------- | ----------------- |
| 15 de agosto | Universidad Católica     | 4 - 0     | LDU de Loja       |
| 15 de agosto | Independiente José Terán | 2 - 2     | Aucas             |
| 15 de agosto | Municipal de Cañar       | 1 - 1     | Rocafuerte FC     |
| 15 de agosto | Grecia                   | 2 - 0     | Deportivo Azogues |
| 15 de agosto | Imbabura SC              | 1 - 0     | Atlético Audaz    |

| Fecha 8      | Fecha 8           | Fecha 8   | Fecha 8                  |
| Fecha        | Equipo Local      | Resultado | Equipo Visitante         |
| ------------ | ----------------- | --------- | ------------------------ |
| 21 de agosto | Atlético Audaz    | 1 - 0     | Municipal de Cañar       |
| 22 de agosto | LDU de Loja       | 1 - 1     | Imbabura SC              |
| 22 de agosto | Rocafuerte FC     | 1 - 0     | Independiente José Terán |
| 23 de agosto | Deportivo Azogues | 2 - 1     | Universidad Católica     |
| 23 de agosto | Aucas             | 2 - 1     | Grecia                   |

| Fecha 9      | Fecha 9              | Fecha 9   | Fecha 9                  |
| Fecha        | Equipo Local         | Resultado | Equipo Visitante         |
| ------------ | -------------------- | --------- | ------------------------ |
| 28 de agosto | Imbabura SC          | 0 - 0     | Rocafuerte FC            |
| 29 de agosto | Universidad Católica | 6 - 0     | Atlético Audaz           |
| 29 de agosto | Municipal de Cañar   | 1 - 0     | Independiente José Terán |
| 29 de agosto | Grecia               | 3 - 1     | LDU de Loja              |
| 30 de agosto | Aucas                | 2 - 1     | Deportivo Azogues        |

| Fecha 10        | Fecha 10                 | Fecha 10  | Fecha 10             |
| Fecha           | Equipo Local             | Resultado | Equipo Visitante     |
| --------------- | ------------------------ | --------- | -------------------- |
| 4 de septiembre | Atlético Audaz           | 1 - 1     | Universidad Católica |
| 5 de septiembre | LDU de Loja              | 0 - 0     | Grecia               |
| 5 de septiembre | Rocafuerte FC            | 0 - 1     | Imbabura SC          |
| 6 de septiembre | Deportivo Azogues        | 4 - 0     | Aucas                |
| 6 de septiembre | Independiente José Terán | 4 - 0     | Municipal de Cañar   |

| Fecha 11         | Fecha 11                 | Fecha 11  | Fecha 11          |
| Fecha            | Equipo Local             | Resultado | Equipo Visitante  |
| ---------------- | ------------------------ | --------- | ----------------- |
| 12 de septiembre | Grecia                   | 3 - 1     | Aucas             |
| 12 de septiembre | Independiente José Terán | 3 - 0     | Rocafuerte FC     |
| 12 de septiembre | Universidad Católica     | 1 - 0     | Deportivo Azogues |
| 12 de septiembre | Imbabura SC              | 3 - 1     | LDU de Loja       |
| 12 de septiembre | Municipal de Cañar       | 1 - 0     | Atlético Audaz    |

| Fecha 12         | Fecha 12          | Fecha 12  | Fecha 12                 |
| Fecha            | Equipo Local      | Resultado | Equipo Visitante         |
| ---------------- | ----------------- | --------- | ------------------------ |
| 18 de septiembre | Atlético Audaz    | 1 - 0     | Imbabura SC              |
| 19 de septiembre | LDU de Loja       | 1 - 1     | Universidad Católica     |
| 19 de septiembre | Rocafuerte FC     | 2 - 1     | Municipal de Cañar       |
| 20 de septiembre | Deportivo Azogues | 1 - 3     | Grecia                   |
| 20 de septiembre | Aucas             | 0 - 2     | Independiente José Terán |

| Fecha 13         | Fecha 13                 | Fecha 13  | Fecha 13          |
| Fecha            | Equipo Local             | Resultado | Equipo Visitante  |
| ---------------- | ------------------------ | --------- | ----------------- |
| 26 de septiembre | Universidad Católica     | 1 - 0     | Grecia            |
| 26 de septiembre | Municipal de Cañar       | 1 - 1     | Deportivo Azogues |
| 26 de septiembre | Imbabura SC              | 1 - 2     | Aucas             |
| 26 de septiembre | Rocafuerte FC            | 3 - 1     | LDU de Loja       |
| 27 de septiembre | Independiente José Terán | 4 - 1     | Atlético Audaz    |

| Fecha 14     | Fecha 14          | Fecha 14  | Fecha 14                 |
| Fecha        | Equipo Local      | Resultado | Equipo Visitante         |
| ------------ | ----------------- | --------- | ------------------------ |
| 2 de octubre | Atlético Audaz    | 1 - 1     | Rocafuerte FC            |
| 3 de octubre | Grecia            | 4 - 6     | Independiente José Terán |
| 3 de octubre | Deportivo Azogues | 2 - 1     | Imbabura SC              |
| 4 de octubre | Aucas             | 0 - 1     | Universidad Católica     |
| 4 de octubre | LDU de Loja       | 2 - 0     | Municipal de Cañar       |

| Fecha 15     | Fecha 15                 | Fecha 15  | Fecha 15             |
| Fecha        | Equipo Local             | Resultado | Equipo Visitante     |
| ------------ | ------------------------ | --------- | -------------------- |
| 7 de octubre | Municipal de Cañar       | 2 - 0     | Grecia               |
| 7 de octubre | Atlético Audaz           | 1 - 0     | Deportivo Azogues    |
| 7 de octubre | Imbabura SC              | 3 - 2     | Universidad Católica |
| 7 de octubre | Rocafuerte FC            | 1 - 0     | Aucas                |
| 7 de octubre | Independiente José Terán | 1 - 0     | LDU de Loja          |

| Fecha 16      | Fecha 16             | Fecha 16  | Fecha 16                 |
| Fecha         | Equipo Local         | Resultado | Equipo Visitante         |
| ------------- | -------------------- | --------- | ------------------------ |
| 18 de octubre | Grecia               | 2 - 1     | Imbabura SC              |
| 18 de octubre | Aucas                | 2 - 1     | Municipal de Cañar       |
| 18 de octubre | LDU de Loja          | 2 - 2     | Atlético Audaz           |
| 18 de octubre | Universidad Católica | 1 - 2     | Independiente José Terán |
| 18 de octubre | Deportivo Azogues    | 1 - 0     | Rocafuerte FC            |

| Fecha 17      | Fecha 17                 | Fecha 17  | Fecha 17             |
| Fecha         | Equipo Local             | Resultado | Equipo Visitante     |
| ------------- | ------------------------ | --------- | -------------------- |
| 25 de octubre | Municipal de Cañar       | 1 - 0     | Imbabura SC          |
| 25 de octubre | Atlético Audaz           | 1 - 1     | Grecia               |
| 25 de octubre | Rocafuerte FC            | 4 - 1     | Universidad Católica |
| 25 de octubre | LDU de Loja              | 3 - 1     | Aucas                |
| 25 de octubre | Independiente José Terán | 4 - 1     | Deportivo Azogues    |

| Fecha 18      | Fecha 18             | Fecha 18  | Fecha 18                 |
| Fecha         | Equipo Local         | Resultado | Equipo Visitante         |
| ------------- | -------------------- | --------- | ------------------------ |
| 31 de octubre | Grecia               | 1 - 2     | Rocafuerte FC            |
| 31 de octubre | Aucas                | 4 - 0     | Atlético Audaz           |
| 31 de octubre | Universidad Católica | 2 - 0     | Municipal de Cañar       |
| 31 de octubre | Imbabura SC          | 0 - 1     | Independiente José Terán |
| 31 de octubre | Deportivo Azogues    | 0 - 5     | LDU de Loja              |

## Acumulado
La tabla acumulada determinó los equipos que ascendieron y el equipo que descendió a Segunda Categoría. Además, determinó al campeón de la Serie B del fútbol ecuatoriano. Los dos primeros equipos ascendieron a la Serie A del fútbol ecuatoriano. El equipo que terminó en la última posición descendió a la Segunda Categoría.
| Pos. | Equipo                       | Pts. | PJ | PG | PE | PP | GF | GC | Dif. |
| ---- | ---------------------------- | ---- | -- | -- | -- | -- | -- | -- | ---- |
| 1.º  | Independiente José Terán (C) | 71   | 36 | 20 | 11 | 5  | 76 | 37 | 39   |
| 2.º  | Universidad Católica         | 67   | 36 | 20 | 7  | 9  | 65 | 36 | 29   |
| 3.º  | Grecia                       | 55   | 36 | 15 | 10 | 11 | 52 | 54 | −2   |
| 4.º  | Imbabura                     | 50   | 36 | 13 | 11 | 12 | 45 | 41 | 4    |
| 5.º  | Deportivo Azogues            | 47   | 36 | 14 | 5  | 17 | 46 | 53 | −7   |
| 6.º  | Liga de Loja                 | 45   | 36 | 12 | 9  | 15 | 43 | 51 | −8   |
| 7.º  | Municipal Cañar              | 42   | 36 | 11 | 9  | 16 | 36 | 43 | −7   |
| 8.º  | Rocafuerte                   | 41   | 36 | 11 | 8  | 17 | 39 | 50 | −11  |
| 9.º  | Atlético Audaz               | 39   | 36 | 10 | 9  | 17 | 29 | 53 | −24  |
| 10.º | Aucas                        | 38   | 36 | 9  | 11 | 16 | 42 | 55 | −13  |

|  | Ascendidos directamente a la Serie A. |
|  | Descendido a la Segunda Categoría.    |

### Campeón
|                                      |
|                                      |
| Independiente José Terán 1.er título |

## Goleadores
| Jugador             | Club                     | Goles |
| ------------------- | ------------------------ | ----- |
| Cristian Hermosilla | Universidad Católica     | 18    |
| Jefferson Montero   | Independiente José Terán | 14    |
| Luis Espinola       | Aucas                    | 13    |
| Lenín de Jesús      | Imbabura                 | 12    |
| Alexis Palacios     | Independiente José Terán | 12    |
| Deny Giler          | Grecia                   | 11    |
| Braulio Brizuela    | Universidad Católica     | 11    |
| David Solari        | Deportivo Azogues        | 8     |
| Cesar Barre         | Grecia                   | 8     |
| Daniel Samaniego    | Independiente José Terán | 8     |